# سیلت (کلرادو)
سیلت (به انگلیسی: Silt) شهری در ایالت کلرادو کشور ایالات متحده آمریکا است که جمعیت آن در سرشماری سال ۲۰۱۰ میلادی، ۲٬۹۳۰ نفر بوده‌است.